# John W. Davis (1873–1955)
John William Davis (ur. 13 kwietnia 1873 w Clarksburg, zm. 24 marca 1955 w Charleston) – amerykański polityk, adwokat, kandydat na prezydenta w 1924 roku.

## Życiorys
Urodził się 13 kwietnia 1873 roku w Clarksburgu. W 1892 roku ukończył studia na wydziale literackim Washington and Lee University, a przez następne trzy lata studiował tam prawo. W tym samym czasie został przyjęty do palestry w Wirginii, lecz dwa lata później powrócił do rodzinnej miejscowości. Od 1899 roku działał w legislaturze stanowej Wirginii Zachodniej. W 1910 roku został wybrany do Izby Reprezentantów z ramienia Partii Demokratycznej. W latach 1913–1918 pełnił rolę naczelnego radcy prawnego, reprezentującego rząd federalny przed Sądem Najwyższym. Był doradcą prezydenta Woodrowa Wilsona na konferencji pokojowej w Paryżu. W 1918 roku został mianowany ambasadorem USA w Wielkiej Brytanii i pełnił tę funkcję do roku 1921.
Na początku lat 20. XX w. został wspólnikiem w nowojorskiej firmie prawniczej. Na konwencji wyborczej demokratów, poprzedzającej wybory prezydenckie w 1924 roku dwaj kontrkandydaci: Al Smith i William McAdoo nie mogli uzyskać wystarczającego poparcia delegatów. Po 102 nieudanych głosowaniach, uczestnicy konwencji kompromisowo udzielili nominacji Davisowi. W głosowaniu powszechnym zdobył nieco ponad 8 milionów głosów, ustępując Calvinowi Coolidge’owi. W Kolegium Elektorów zdobył 136 głosów, przy 382 dla Coolidge’a. Po porażce wyborczej, powrócił do praktykowania prawa, niejednokrotnie występując przed Sądem Najwyższym. Zmarł 24 marca 1955 roku w Charleston.